# Мустафа Устюндаґ
Мустафа Устюндаґ (тур. Mustafa Üstündağ, нар. 11 лютого 1977, Сафранболу, Туреччина) — турецький актор.

## Життя і кар'єра
Батько Мустафи був робітником на заводі «Anadolu Glass Industry», а мати домогосподаркою. Його старша сестра померла, коли йому було 5 років.
Актор вивчав театральне мистецтво у центрі «Müjdat Gezen», а потім працював на сцені регіонального театру «Коджаелі», в мистецькій майстерні «Kartal», «MSM Oyuncuları» та театрі «Pervasız».
Вперше він став відомим своєю роллю в серіалі ATV «Єрсиз Юрцуз». Потім він зіграв роль ідеаліста на ім'я Талат у фільмі «Цинцирбозан». У фільмі «Zeynep'in Sekiz Günü» він зіграв шулера на ім'я Алі.
Справжнім проривом актора у кар'єрі стали зйомки у серіалі «Kurtlar Vadisi Pusu», в якому він зіграв персонажа Муро. Його виступ у «Muro: Nalet Olsun İçimdeki İnsan Sevgisine» отримав схвалення критиків.
В 2017 році він ненадовго з'явився в серіалі «Çukur» яу ролі Кахрамана Кочували. Між 2018 і 2020 роками він зіграв Борана Каялі в «Eşkıya Dünyaya Hükümdar Olmaz».

## Фільмографія

### Фільми
- Aman Reis Duymasın — 2019
- Şeytan Tüyü — 2016
- Гулябани — 2014
- Uzun Hikâye — 2012
- Kutsal Damacana 2: İtmen — 2010
- Вай Аркадаш — 2010
- Abimm — 2009
- Muro: Nalet Olsun İçimdeki İnsan Sevgisine — 2008
- Дільбер'ін Секіз Гюню
- Зейнеп'ін Секіз Гюню
- Цинцирбозан — 2007
- Метрополь Кабусу — 2003
- Нередесін Фірузе — 2004
- Köçek — 2001
- Yolculuk — 2005
- Гюлізар — 2004
- Emret Komutanım Şah Mat — 2007
- Ali'nin Sekiz Günü — 2008
- Вікдан
- Делі Думрул — Куртлар Кушлар Алемінде

### Телесеріали
- Eşkıya Dünyaya Hükümdar Olmaz — Boran Kayalı (2018—2020)
- Tehlikeli Karım — Fırat Engin (2018)
- Çukur — Kahraman Koçovalı (2017)
- Навчи мене кохати — Хашмет Туджу (2016)
- Величне століття. Нова володарка — Кара Давут Паша (2016)
- Aşkın Kanunu — Четін (2014—2015)
- Uğurlanmış Arzular — (2013)
- Neyin Eksik
- Милосердя — Сермет Караєль (2013—2014)
- Karanlıklar Çiçeği — (2012)
- İzmir Çetesi — Selami (2011)
- Cümbür Cemaat
- Kurtlar Vadisi Pusu — Муро (2007—2009)
- Keje
- Бедель
- Yarım Elma (2002—2003)
- Yılan Hikâyesi
- Bizim Aile
- Aşka Sürgün
- Dikkat Bebek Var
- Uy Başuma Gelenler — Джемаль
- Emret Komutanım — (2005)
- Zincir Bozan
- Нayalet
- Hayat Bilgisi — (2004)
- Yedi Numara
- Yersiz Yurtsuz
- Cennet Mahallesi

## Нагороди
- 16th Sadri Alışık Awards, «Найкращий актор другого плану в мюзиклі або комедії» – Вай Аркадаш (2011)